# 康格冰川
康格冰川（英語：Conger Glacier）是南極洲的冰川，面積约1200平方公里，名字來源自跳高行動期間的摄影师理查德·康格（Richard R. Conger）。康格冰川位於威爾克斯地，處於格倫澤冰川以東9公里，最終注入沙克爾頓冰架。跳高行動期間，美國海軍拍攝了康格冰川的空中照片繪入地圖，並由南極條約體系管理。
2000年代中期以来，人們观察到康格冰川逐渐收缩，并且自2020年初以来收缩速度加快。2022年3月15日前后，康格冰川崩解。